# Neovenator
Neovenator („nový lovec“) byl středně velký teropodní dinosaurus, který obýval území dnešního ostrova Wight poblíž Jižní Anglie v době před 125 miliony let (raná křída, stupeň barrem až apt). Byl to menší a snad i hbitější příbuzný severoamerického alosaura. Podle všeho to byl jeden z největších dravců v oblasti současné severozápadní Evropy v období rané křídy.

## Popis
Neovenator měřil na délku asi 7,5 metru a vážil kolem 1000 kilogramů. Jeden velký prstní článek jiného exempláře ale ukazuje na podstatně větší rozměry (délku kolem 10 metrů a hmotnost asi 3 tuny).
V čenichu tohoto teropoda se pravděpodobně nacházely citlivé smyslové buňky, které mu umožňovaly lépe vnímat tlak vzduchu a okolní teplotu. Prokázal to neuroanatomický výzkum fosilní lebky neovenátora z roku 2017.Výzkum stavby spodní čelisti fukuisaura ukázal, že na rozdíl od dravých tyranosaurů neměli patrně citlivý senzorický systém na konci svých čelistí.